# Crazy from the Heat
Crazy from the Heat debitantski je EP američkog rock pjevača David Lee Rotha koji izlazi u siječnju 1985.g. Roth se okrenuo solo karijeri nakon odlaska iz hard rock sastava Van Halen s kojim je postigao veliki uspjeh.
Na EP-u nalaze se četiri kompozicije, a njihov producent je Ted Templeman.

## Popis pjesama
1. "Easy Street" (Hartman) – 3:45
2. "Medley: Just a Gigolo/I Ain't Got Nobody" (Irving Caesar, Leonello Casucci) (Roger Graham, Spencer Williams) – 4:39
3. "California Girls" (Mike Love, Brian Wilson) – 2:50
4. "Coconut Grove" (Sebastian, Yanovsky) – 2:52

## Popis izvođača
- David Lee Roth - vokal
- Eddie Martinez - gitara
- Sid McGinnis - gitara
- Willie Weeks - bas-gitara
- John Robinson - udaraljke
- Sammy Figueroa - bubnjevi
- Edgar Winter - klavijature
- Brian Mann - klavijature
- Carl Wilson - prateći vokali u pjesmi "California Girls"
- Christopher Cross - prateći vokali u pjesmi "California Girls"

## Singlovi
| Godina | Singl                                      | Top lista              | Mjesto |
| ------ | ------------------------------------------ | ---------------------- | ------ |
| 1985   | "California Girls"                         | Adult Contemporary     | 29     |
| 1985   | "California Girls"                         | The Billboard Hot 100  | 3      |
| 1985   | "California Girls"                         | Mainstream Rock Tracks | 3      |
| 1985   | "Easy Street"                              | Mainstream Rock Tracks | 14     |
| 1985   | "Medley: Just a Gigolo/I Ain't Got Nobody" | Mainstream Rock Tracks | 25     |
| 1985   | "Medley: Just a Gigolo/I Ain't Got Nobody" | The Billboard Hot 100  | 12     |